# 牧野謙次郎
牧野 謙次郎（まきの けんじろう、文久2年11月30日〈1863年1月19日〉 - 昭和12年〈1937年〉3月24日）は、日本の漢学者。早稲田大学教授、東洋文化学会理事、斯文会常議員、大東文化学院（現・大東文化大学）教務管理。字は君益。号は藻洲、寧静斎、愛古田舎主人。香川県出身。

## 経歴
牧野松村の第2子として、讃岐国高松に生まれた。祖父牧野黙庵（高松藩江戸邸の教授）、父松村（藩校教授）の家学を受け、明治15年（1882年）には藤沢南岳の泊園書院（現・ 関西大学）に学んだ。
明治26年に国華社で筆をとってより、雑誌『曙』を創刊し（明治30年）、『日本新聞』の週報に筆をとり（明治34年）、藻洲の名を高くした。松平康國と共に雑誌『支那』を創刊し（明治39年）、『曙』と『支那』はすぐに廃刊となったが、大正13年（1924年）から没するまでは東洋文化學會の機関雑誌『東洋文化』に毎号執筆し、実に百数十回に亘って講経を連載した。
明治末年の南北朝正閏問題や大正年間の宮中某重大事件で彝倫道徳を正し、且つ漢学面での平沼騏一郎男爵の顧問格となり、早稲田大学高等師範部長兼文学部教授、同高等師範部教授、斯文会常議員、東洋文化學會理事、大東文化協会理事、大東文化学院初代教頭を歴任して後進の養成に努め、多年漢学振興運動のリーダーとなった。
一旦身をもって事に当たれば、筆をとり輿論を喚起して、邪説や詭弁を弄する者は皆粉砕されるという概があった。
明治・大正・昭和三代に亘る文章の大家として称えられ、豊富な博学と卓越した識見を有した、恭敬、謙譲の君子であったという。
諡号を文毅という。墓所は染井霊園。
著書に、荘子・墨子国字解、講経新義（正・続）、維新伝疑史話及び文集（五冊）等。
嗣子は牧野巽（早稲田大学教授、東京大学教授、文学博士）。